# 1. Fußballclub Union Berlin 2022-2023
Questa voce raccoglie le informazioni riguardanti l'1. Fußballclub Union Berlin nelle competizioni ufficiali della stagione 2022-2023.

## Maglie e sponsor
Lo sponsor tecnico per la stagione 2022-2023 è Adidas mentre lo sponsor ufficiale è Wefox.
| Prima divisa | Seconda divisa | Terza divisa |

## Rosa
Aggiornata al 19 aprile 2023 
| N. |                        | Ruolo | Calciatore         |
| -- | ---------------------- | ----- | ------------------ |
| 1  | Danimarca (bandiera)   | P     | Frederik Rønnow    |
| 2  | Norvegia (bandiera)    | C     | Morten Thorsby     |
| 3  | Germania (bandiera)    | D     | Paul Jaeckel       |
| 4  | Portogallo (bandiera)  | D     | Diogo Leite        |
| 5  | Paesi Bassi (bandiera) | D     | Danilho Doekhi     |
| 6  | Norvegia (bandiera)    | D     | Julian Ryerson     |
| 7  | Germania (bandiera)    | C     | Levin Öztunalı     |
| 8  | Germania (bandiera)    | C     | Rani Khedira       |
| 9  | Germania (bandiera)    | A     | Andreas Voglsammer |
| 11 | Germania (bandiera)    | A     | Sven Michel        |
| 12 | Danimarca (bandiera)   | P     | Jakob Busk         |
| 13 | Ungheria (bandiera)    | C     | András Schäfer     |
| 14 | Germania (bandiera)    | C     | Paul Seguin        |
| 16 | Polonia (bandiera)     | C     | Tim Maciejewski    |
| 17 | Germania (bandiera)    | A     | Kevin Behrens      |
| 18 | Croazia (bandiera)     | D     | Josip Juranović    |
| 19 | Germania (bandiera)    | C     | Janik Haberer      |

| N. |                        | Ruolo | Calciatore                     |
| -- | ---------------------- | ----- | ------------------------------ |
| 20 | Tunisia (bandiera)     | C     | Aïssa Laïdouni                 |
| 21 | Germania (bandiera)    | A     | Tim Skarke                     |
| 23 | Germania (bandiera)    | D     | Niko Gießelmann                |
| 24 | Giappone (bandiera)    | C     | Genki Haraguchi                |
| 25 | Germania (bandiera)    | D     | Timo Baumgartl                 |
| 26 | Polonia (bandiera)     | D     | Tymoteusz Puchacz              |
| 26 | Francia (bandiera)     | C     | Jérôme Roussillon              |
| 27 | Suriname (bandiera)    | A     | Sheraldo Becker                |
| 28 | Austria (bandiera)     | A     | Christopher Trimmel (capitano) |
| 30 | Germania (bandiera)    | C     | Kevin Möhwald                  |
| 31 | Germania (bandiera)    | D     | Robin Knoche                   |
| 32 | Serbia (bandiera)      | C     | Miloš Pantović                 |
| 33 | Germania (bandiera)    | D     | Dominique Heintz               |
| 35 | Germania (bandiera)    | C     | Fabio Schneider                |
| 37 | Germania (bandiera)    | P     | Lennart Grill                  |
| 40 | Germania (bandiera)    | A     | Jamie Leweling                 |
| 45 | Stati Uniti (bandiera) | A     | Jordan Siebatcheu              |

 In corsivo i calciatori ceduti a stagione iniziata nelle sessioni estiva e invernale 

## Calciomercato

### Sessione estiva
| Acquisti | Acquisti           | Acquisti           | Acquisti                 |
| R.       | Nome               | da                 | Modalità                 |
| -------- | ------------------ | ------------------ | ------------------------ |
| A        | Jordan Siebatcheu  | Young Boys         | definitivo (6 milioni €) |
| A        | Jamie Leweling     | Greuther Fürth     | definitivo (4 milioni €) |
| C        | Morten Thorsby     | Sampdoria          | definitivo (3 milioni €) |
| D        | Diogo Leite        | Porto              | prestito (500 mila €)    |
| D        | Danilho Doekhi     | Vitesse            | gratuito                 |
| C        | Janik Haberer      | Friburgo           | gratuito                 |
| D        | Paul Seguin        | Greuther Fürth     | gratuito                 |
| C        | Miloš Pantović     | Bochum             | gratuito                 |
| A        | Tim Skarke         | Darmstadt          | gratuito                 |
| P        | Lennart Grill      | Bayer Leverkusen   | definitivo               |
| A        | Marcus Ingvartsen  | Magonza            | fine prestito            |
| D        | Tymoteusz Puchacz  | Trabzonspor        | fine prestito            |
| D        | Rick van Drongelen | Malines            | fine prestito            |
| A        | Leon Dajaku        | Sunderland         | fine prestito            |
| C        | Paweł Wszołek      | Legia Varsavia     | fine prestito            |
| A        | Tim Maciejewski    | Austria Klagenfurt | fine prestito            |
| A        | Lennart Moser      | Austria Klagenfurt | fine prestito            |
| A        | Fabio Schneider    | KuPS               | definitivo               |

| Cessioni | Cessioni           | Cessioni               | Cessioni                    |
| R.       | Nome               | da                     | Modalità                    |
| -------- | ------------------ | ---------------------- | --------------------------- |
| A        | Taiwo Awoniyi      | Nottingham Forest      | definitivo (20,5 milioni €) |
| A        | Marcus Ingvartsen  | Magonza                | definitivo (2,3 milioni €)  |
| A        | Leon Dajaku        | Sunderland             | definitivo (870 mila €)     |
| D        | Dominique Heintz   | Bochum                 | prestito (600 mila €)       |
| P        | Lennart Moser      | Eupen                  | definitivo (150 mila €)     |
| D        | Grischa Prömel     | Hoffenheim             | gratuito                    |
| C        | Pawel Wszolek      | Legia Varsavia         | gratuito                    |
| P        | Andreas Luthe      | Kaiserslautern         | gratuito                    |
| D        | Bastian Oczipka    | Arminia Bielefeld      | gratuito                    |
| A        | Anthony Ujah       | Eintracht Braunschweig | gratuito                    |
| A        | Suleiman Abdullahi | IFK Göteborg           | definitivo                  |
| A        | Andreas Voglsammer | Millwall               | n.d.                        |
| A        | Rick van Drongelen | Hansa Rostock          | prestito                    |
| A        | Keita Endō         | Eintracht Braunschweig | prestito                    |
| C        | Laurenz Dehl       | Bohemians              | fine prestito               |

### Sessione invernale
| Acquisti | Acquisti          | Acquisti    | Acquisti                    |
| R.       | Nome              | da          | Modalità                    |
| -------- | ----------------- | ----------- | --------------------------- |
| D        | Josip Juranović   | Celtic      | definitivo (8,55 milioni €) |
| C        | Aïssa Laïdouni    | Ferencváros | definitivo (2,6 milioni €)  |
| C        | Jérôme Roussillon | Wolfsburg   | n.d.                        |
| C        | Laurenz Dehl      | Bohemians   | fine prestito               |

| Cessioni | Cessioni          | Cessioni          | Cessioni                 |
| R.       | Nome              | da                | Modalità                 |
| -------- | ----------------- | ----------------- | ------------------------ |
| D        | Julian Ryerson    | Borussia Dortmund | definitivo (5 milioni €) |
| A        | Genki Haraguchi   | Stoccarda         | definitivo (1 milione €) |
| A        | Tim Skarke        | Schalke 04        | prestito (250 mila €)    |
| C        | Fabio Schneider   | Greifswalder      | prestito                 |
| A        | Tymoteusz Puchacz | Panathīnaïkos     | prestito                 |
| A        | Laurenz Dehl      | Viktoria Berlino  | prestito                 |

## Risultati

### Bundesliga

#### Girone di andata
| Arbitro: | Fritz |

|                                      |           |               |
| Siebatcheu 31’ Knoche 54’ Becker 50’ | Marcatori | 85’ Lukebakio |

| Magonza 14 agosto 2022, ore 15:30 CEST 2ª giornata | Magonza  | 0 – 0 referto | Union Berlino | Mewa Arena (25 009 spett.)\| Arbitro: \| Schlager \| |
| Arbitro:                                           | Schlager |               |               |                                                      |

| Arbitro: | Aytekin |

|                           |           |              |
| Siebatcheu 32’ Becker 38’ | Marcatori | 83’ W. Orban |

| Arbitro: | Hartmann |

|                   |           |                                                          |
| Bülter 31’ (rig.) | Marcatori | 6’ Thorsby 36’, 46’ Becker 45+3’ Haberer 87’, 90’ Michel |

| Arbitro: | Willenborg |

|            |           |             |
| Becker 12’ | Marcatori | 15’ Kimmich |

| Arbitro: | Cortus |

|  |           |                  |
|  | Marcatori | 3’ (aut.) Hübers |

| Arbitro: | Schröder |

|                           |           |  |
| Siebatcheu 54’ Becker 77’ | Marcatori |  |

| Arbitro: | Stegemann |

|                         |           |  |
| Götze 12’ Lindstrøm 42’ | Marcatori |  |

| Arbitro: | Dankert |

|  |           |             |
|  | Marcatori | 76’ Jaeckel |

| Arbitro: | Stieler |

|                 |           |  |
| Haberer 8’, 21’ | Marcatori |  |

| Arbitro: | Aytekin |

|                             |           |                |
| P. Hofmann 43’ Holtmann 71’ | Marcatori | 90+3’ Pantović |

| Arbitro: | Osmers |

|                          |           |            |
| Behrens 79’ Doekhi 90+7’ | Marcatori | 33’ Elvedi |

| Arbitro: | Schröder |

|                                                  |           |  |
| Andrich 46’ Diaby 56’, 58’ Hložek 68’ Bakker 76’ | Marcatori |  |

| Arbitro: | Stegemann |

|                       |           |                  |
| Becker 7’ Behrens 22’ | Marcatori | 8’ Niederlechner |

| Arbitro: | Aytekin |

|                                                   |           |                   |
| Grifo 4’ (rig.), 6’, 20’ (rig.) Gregoritsch 45+1’ | Marcatori | 84’ (rig.) Michel |

| Arbitro: | Hartmann |

|                                |           |           |
| Doekhi 73’, 89’ Leweling 90+6’ | Marcatori | 43’ Bebou |

| Arbitro: | Dankert |

|            |           |                         |
| Pieper 14’ | Marcatori | 18’ Haberer 46’ Behrens |

#### Girone di ritorno
| Arbitro: | Brych |

|  |           |                       |
|  | Marcatori | 44’ Doekhi 67’ Seguin |

| Arbitro: | Badstübner |

|                            |           |                       |
| Behrens 32’ Siebatcheu 84’ | Marcatori | 78’ (rig.) Ingvartsen |

| Arbitro: | Schlager |

|              |           |                               |
| Henrichs 24’ | Marcatori | 61’ Haberer 72’ (rig.) Knoche |

| Berlino 21 gennaio 2023, ore 15:30 CET 21ª giornata | Union Berlino | 0 – 0 referto | Schalke 04 | Stadion An der Alten Försterei (22 012 spett.)\| Arbitro: \| Reichel \| |
| Arbitro:                                            | Reichel       |               |            |                                                                         |

| Arbitro: | Fritz |

|                                           |           |  |
| Choupo-Moting 31’ Coman 40’ Musiala 45+1’ | Marcatori |  |

| Berlino 4 marzo 2023, ore 15:30 CET 23ª giornata | Union Berlino | 0 – 0 referto | Colonia | Stadion An der Alten Försterei (22 012 spett.)\| Arbitro: \| Stieler \| |
| Arbitro:                                         | Stieler       |               |         |                                                                         |

| Arbitro: | Schröder |

|            |           |                      |
| Wimmer 84’ | Marcatori | 72’ (rig.) Juranović |

| Arbitro: | Dingert |

|                         |           |  |
| Khedira 53’ Behrens 75’ | Marcatori |  |

| Arbitro: | Badstübner |

|                                             |           |  |
| Becker 51’ Behrens 65’ Haraguchi 68’ (aut.) | Marcatori |  |

| Arbitro: | Schlager |

|                       |           |                    |
| Malen 28’ Moukoko 79’ | Marcatori | 72’ (rig.) Behrens |

| Arbitro: | Stieler |

|                 |           |                   |
| Juranović 45+2’ | Marcatori | 55’ (rig.) Stöger |

| Arbitro: | Petersen |

|  |           |            |
|  | Marcatori | 60’ Becker |

| Berlino 29 aprile 2023, ore 15:30 CEST 30ª giornata | Union Berlino | 0 – 0 referto | Bayer Leverkusen | Stadion An der Alten Försterei (22 012 spett.)\| Arbitro: \| Fritz \| |
| Arbitro:                                            | Fritz         |               |                  |                                                                       |

| Arbitro: | Badstübner |

|           |           |  |
| Beljo 53’ | Marcatori |  |

| Arbitro: | Fritz |

|                                         |           |                            |
| Behrens 5’ Becker 36’, 38’ Laïdouni 80’ | Marcatori | 56’ Gulde 60’ (rig.) Grifo |

| Arbitro: | Dingert |

|                                                 |           |                             |
| Bebou 22’ Kramarić 36’ (rig.), 90’ Dabbur 90+9’ | Marcatori | 45+4’ Doekhi 90+5’ Laïdouni |

| Arbitro: | Ittrich |

|             |           |  |
| Khedira 81’ | Marcatori |  |

### DFB-Pokal
| Arbitro: | Dankert |

|            |           |                             |
| Müller 62’ | Marcatori | 64’ Siebatcheu 114’ Behrens |

| Arbitro: | Badstübner |

|                       |           |  |
| Puchacz 7’ Michel 52’ | Marcatori |  |

| Arbitro: | Stegemann |

|                        |           |                |
| Knoche 12’ Behrens 79’ | Marcatori | 5’ Waldschmidt |

| Arbitro: | Dankert |

|                     |           |  |
| Kolo Muani 11’, 13’ | Marcatori |  |

### UEFA Europa League

#### Fase a gironi
| Arbitro: | Boyko |

|  |           |           |
|  | Marcatori | 39’ Lynen |

| Arbitro: | Glova |

|             |           |  |
| Vitinha 77’ | Marcatori |  |

| Arbitro: | Umut Meler |

|  |           |            |
|  | Marcatori | 68’ Becker |

| Arbitro: | Stavrev |

|                   |           |  |
| Knoche 89’ (rig.) | Marcatori |  |

| Arbitro: | Pawson |

|                   |           |  |
| Knoche 68’ (rig.) | Marcatori |  |

| Arbitro: | Treimanis |

|  |           |            |
|  | Marcatori | 68’ Becker |

#### Fase ad eliminazione diretta
| Amsterdam 16 febbraio 2023, ore 18:45 CET Spareggi - Andata | Ajax       | 0 – 0 referto | Union Berlino | Johan Cruijff Arena (54 322 spett.)\| Arbitro: \| Umut Meler \| |
| Arbitro:                                                    | Umut Meler |               |               |                                                                 |

| Arbitro: | De Burgos Bengoetxea |

|                                            |           |           |
| Knoche 20’ (rig.) Juranović 44’ Doekhi 50’ | Marcatori | 47’ Kudus |

| Arbitro: | Grinfeld |

|                                     |           |                                 |
| Juranović 42’ Knoche 69’ Michel 89’ | Marcatori | 28’, 72’ Boniface 58’ Vertessen |

| Arbitro: | Sánchez Martínez |

|                                      |           |  |
| Teuma 18’ Lazare 63’ Lapoussin 90+4’ | Marcatori |  |

## Statistiche

### Statistiche di squadra
| Competizione      | Punti | In casa | In casa | In casa | In casa | In casa | In casa | In trasferta | In trasferta | In trasferta | In trasferta | In trasferta | In trasferta | Totale | Totale | Totale | Totale | Totale | Totale | DR  |
| Competizione      | Punti | G       | V       | N       | P       | Gf      | Gs      | G            | V            | N            | P            | Gf           | Gs           | G      | V      | N      | P      | Gf     | Gs     | DR  |
| ----------------- | ----- | ------- | ------- | ------- | ------- | ------- | ------- | ------------ | ------------ | ------------ | ------------ | ------------ | ------------ | ------ | ------ | ------ | ------ | ------ | ------ | --- |
| Bundesliga        | 62    | 17      | 11      | 6       | 0       | 30      | 11      | 17           | 7            | 2            | 8            | 21           | 27           | 34     | 18     | 8      | 8      | 51     | 38     | +13 |
| Coppa di Germania | -     | 2       | 2       | 0       | 0       | 4       | 1       | 2            | 1            | 0            | 1            | 2            | 3            | 4      | 3      | 0      | 1      | 6      | 4      | +2  |
| Europa League     | 12    | 5       | 3       | 1       | 1       | 8       | 5       | 5            | 2            | 1            | 2            | 2            | 4            | 10     | 5      | 2      | 3      | 10     | 9      | +1  |
| Totale            | -     | 24      | 16      | 7       | 1       | 42      | 17      | 24           | 10           | 3            | 11           | 25           | 34           | 48     | 26     | 10     | 12     | 67     | 51     | +16 |

### Andamento in campionato
| Giornata  | 1 | 2 | 3 | 4 | 5 | 6 | 7 | 8 | 9 | 10 | 11 | 12 | 13 | 14 | 15 | 16 | 17 | 18 | 19 | 20 | 21 | 22 | 23 | 24 | 25 | 26 | 27 | 28 | 29 | 30 | 31 | 32 | 33 | 34 |
| --------- | - | - | - | - | - | - | - | - | - | -- | -- | -- | -- | -- | -- | -- | -- | -- | -- | -- | -- | -- | -- | -- | -- | -- | -- | -- | -- | -- | -- | -- | -- | -- |
| Luogo     | C | T | C | T | C | T | C | T | T | C  | T  | C  | T  | C  | T  | C  | T  | T  | C  | T  | C  | T  | C  | T  | C  | C  | T  | C  | T  | C  | T  | C  | T  | C  |
| Risultato | V | N | V | V | N | V | V | P | V | V  | P  | V  | P  | N  | P  | V  | V  | V  | V  | V  | N  | P  | N  | N  | V  | V  | P  | N  | V  | N  | P  | V  | P  | V  |
| Posizione | 3 | 5 | 3 | 2 | 4 | 1 | 1 | 1 | 1 | 1  | 1  | 1  | 3  | 2  | 5  | 3  | 2  | 2  | 2  | 2  | 3  | 3  | 3  | 4  | 3  | 3  | 3  | 3  | 3  | 3  | 4  | 4  | 4  | 4  |

Legenda:

Luogo: C = Casa; T = Trasferta. Risultato: V = Vittoria; N = Pareggio; P = Sconfitta.

### Statistiche dei giocatori
Sono in corsivo i calciatori che hanno lasciato la società a stagione in corso.

| Giocatore      | Bundesliga | Bundesliga | Bundesliga  | Bundesliga | DFB-Pokal | DFB-Pokal | DFB-Pokal   | DFB-Pokal  | Europa League | Europa League | Europa League | Europa League | Totale   | Totale | Totale      | Totale     |
| Giocatore      | Presenze   | Reti       | Ammonizioni | Espulsioni | Presenze  | Reti      | Ammonizioni | Espulsioni | Presenze      | Reti          | Ammonizioni   | Espulsioni    | Presenze | Reti   | Ammonizioni | Espulsioni |
| -------------- | ---------- | ---------- | ----------- | ---------- | --------- | --------- | ----------- | ---------- | ------------- | ------------- | ------------- | ------------- | -------- | ------ | ----------- | ---------- |
| T. Baumgartl   | 8          | 0          | 1           | 0          | 0         | 0         | 0           | 0          | 0             | 0             | 0             | 0             | 8        | 0      | 1           | 0          |
| S. Becker      | 34         | 11         | 4           | 0          | 4         | 2         | 0           | 0          | 10            | 1             | 2             | 0             | 48       | 14     | 6           | 0          |
| K. Behrens     | 33         | 8          | 6           | 0          | 0         | 0         | 0           | 0          | 9             | 0             | 1             | 0             | 42       | 8      | 7           | 0          |
| J. Busk        | 0          | 0          | 0           | 0          | 0         | 0         | 0           | 0          | 0             | 0             | 0             | 0             | 0        | 0      | 0           | 0          |
| D. Doekhi      | 25         | 5          | 0           | 0          | 3         | 0         | 0           | 0          | 8             | 1             | 2             | 0             | 36       | 6      | 2           | 0          |
| N. Gießelmann  | 26         | 0          | 4           | 0          | 3         | 0         | 0           | 1          | 7             | 0             | 1             | 0             | 36       | 0      | 5           | 1          |
| L. Grill       | 5          | -11        | 0           | 0          | 2         | -2        | 0           | 0          | 1             | 0             | 0             | 0             | 8        | -13    | 0           | 0          |
| J. Haberer     | 32         | 5          | 0           | 0          | 4         | 0         | 0           | 0          | 9             | 0             | 3             | 1             | 45       | 5      | 3           | 1          |
| G. Haraguchi   | 11         | 0          | 0           | 0          | 2         | 0         | 0           | 0          | 6             | 0             | 0             | 0             | 19       | 0      | 0           | 0          |
| D. Heintz      | 0          | 0          | 0           | 0          | 1         | 0         | 0           | 0          | 0             | 0             | 0             | 0             | 1        | 0      | 0           | 0          |
| P. Jaeckel     | 16         | 1          | 2           | 1          | 2         | 0         | 0           | 0          | 3             | 0             | 0             | 0             | 21       | 1      | 2           | 1          |
| J. Juranović   | 12         | 2          | 0           | 0          | 2         | 0         | 0           | 0          | 4             | 2             | 0             | 0             | 18       | 4      | 0           | 0          |
| R. Khedira     | 33         | 2          | 8           | 0          | 3         | 0         | 1           | 0          | 10            | 0             | 3             | 0             | 46       | 2      | 12          | 0          |
| R. Knoche      | 32         | 2          | 4           | 0          | 4         | 1         | 1           | 0          | 10            | 4             | 2             | 0             | 46       | 7      | 7           | 0          |
| A. Laïdouni    | 14         | 2          | 4           | 0          | 1         | 0         | 0           | 0          | 4             | 0             | 1             | 0             | 19       | 2      | 5           | 0          |
| D. Leite       | 28         | 0          | 5           | 1          | 3         | 0         | 0           | 0          | 9             | 0             | 1             | 0             | 40       | 0      | 6           | 1          |
| J. Leweling    | 16         | 1          | 1           | 0          | 2         | 0         | 0           | 0          | 7             | 0             | 0             | 0             | 25       | 1      | 1           | 0          |
| T. Maciejewski | 0          | 0          | 0           | 0          | 0         | 0         | 0           | 0          | 0             | 0             | 0             | 0             | 0        | 0      | 0           | 0          |
| S. Michel      | 21         | 3          | 2           | 0          | 2         | 1         | 0           | 0          | 6             | 2             | 0             | 0             | 29       | 6      | 2           | 0          |
| K. Möhwald     | 0          | 0          | 0           | 0          | 0         | 0         | 0           | 0          | 0             | 0             | 0             | 0             | 0        | 0      | 0           | 0          |
| L. Öztunalı    | 2          | 0          | 0           | 0          | 0         | 0         | 0           | 0          | 0             | 0             | 0             | 0             | 2        | 0      | 0           | 0          |
| M. Pantović    | 13         | 1          | 1           | 0          | 1         | 0         | 0           | 0          | 0             | 0             | 0             | 0             | 14       | 1      | 1           | 0          |
| T. Puchacz     | 1          | 0          | 0           | 0          | 1         | 1         | 0           | 0          | 1             | 0             | 1             | 0             | 3        | 1      | 1           | 0          |
| F. Rønnow      | 29         | -27        | 2           | 0          | 2         | -2        | 0           | 0          | 10            | -9            | 1             | 0             | 41       | -38    | 3           | 0          |
| J. Roussillon  | 16         | 0          | 2           | 0          | 1         | 0         | 0           | 0          | 3             | 0             | 0             | 0             | 20       | 0      | 2           | 0          |
| J. Ryerson     | 13         | 0          | 2           | 0          | 2         | 0         | 0           | 0          | 6             | 0             | 2             | 0             | 21       | 0      | 4           | 0          |
| A. Schäfer     | 16         | 0          | 0           | 0          | 2         | 0         | 1           | 0          | 8             | 1             | 0             | 1             | 26       | 1      | 1           | 1          |
| F. Schneider   | 1          | 0          | 0           | 0          | 0         | 0         | 0           | 0          | 2             | 0             | 0             | 0             | 3        | 0      | 0           | 0          |
| P. Seguin      | 20         | 1          | 4           | 0          | 3         | 0         | 0           | 0          | 0             | 0             | 0             | 0             | 23       | 1      | 4           | 0          |
| J. Siebatcheu  | 31         | 4          | 3           | 0          | 3         | 1         | 0           | 0          | 8             | 0             | 0             | 0             | 42       | 5      | 3           | 0          |
| T. Skarke      | 3          | 0          | 1           | 0          | 1         | 0         | 0           | 0          | 2             | 0             | 0             | 0             | 6        | 0      | 1           | 0          |
| M. Thorsby     | 24         | 1          | 3           | 1          | 2         | 0         | 0           | 0          | 8             | 0             | 2             | 0             | 34       | 1      | 5           | 1          |
| C. Trimmel     | 25         | 0          | 1           | 0          | 2         | 0         | 0           | 0          | 9             | 0             | 3             | 0             | 36       | 0      | 4           | 0          |
| A. Voglsammer  | 0          | 0          | 0           | 0          | 1         | 0         | 0           | 0          | 0             | 0             | 0             | 0             | 1        | 0      | 0           | 0          |